# Márcio May
Márcio May (né le 22 mai 1972 à Salete) est un coureur cycliste brésilien. Il a notamment remporté deux médailles de bronze aux Jeux panaméricains (1995 et 1999) et quatre éditions du Tour de Santa Catarina. Il a représenté le Brésil aux Jeux olympiques à trois reprises (1992, 1996 et 2004). Il a mis fin à sa carrière de cycliste professionnel en janvier 2008, à l'issue de la Copa América de Ciclismo qu'il a disputée avec l'équipe Scott-Marcondes Cesar-São José dos Campos team.

## Palmarès
- 1995
  -  Médaillé de bronze de poursuite par équipes aux Jeux panaméricains
- 1996
  -  Champion panaméricain de la course en ligne
- 1997
  - Tour de Santa Catarina
- 1998
  - Volta Inconfidencia Mineira
  - Tour de Santa Catarina
- 1999
  -  Médaillé de bronze du contre-la-montre aux Jeux panaméricains
- 2000
  -  Médaillé d'argent du contre-la-montre des championnats panaméricains
  - 3e du Tour de Santa Catarina
- 2001
  - 2e du championnat du Brésil du contre-la-montre
- 2002
  - 6e étape du Tour du Chili
  - Prologue du Tour de Santa Catarina
  - 3e étape du Tour de Rio de Janeiro
  - 2e du Tour de Rio de Janeiro
  - 2e du Tour de Santa Catarina
- 2003
  - Volta de Goiás :
    - Classement général
    - 2e et 3e étapes

  - 2e du championnat du Brésil du contre-la-montre
  - 3e du championnat du Brésil sur route
  - 3e du Tour de Santa Catarina
- 2004
  - Tour de Rio de Janeiro :
    - Classement général
    - 2e étape

  - 1re et 2e étape du Tour de l'État de Sao Paulo
- 2005
  - Tour de Santa Catarina :
    - Classement général
    - 4e étape

  - 2e du championnat du Brésil du contre-la-montre
  - 2e du Tour de Porto Alegre
- 2006
  - Volta de Goiás :
    - Classement général
    - 2e et 3e étapes

  - Tour du Paraná :
    - Classement général
    - 1re étape

  - 3e du Circuito Boa Vista
- 2007
  - 1re étape du Tour de Santa Catarina (contre-la-montre par équipes)